# باغ سید (فیلم)
باغ سید فیلمی به کارگردانی محمدرضا اسلاملو و نویسندگی محمدرضا اسلاملو، محرم زینال زاده ساختهٔ سال ۱۳۶۸ است.

## خلاصه داستان
خورشید به مناسبت تولد نوه اش انارهای باغش را نذر می‌کند؛ اما روز مراسم میوه چینی جنگ آغاز می‌شود و فرزند خورشید علی اکبر کشته می‌شود. خورشید اهالی روستا و عروسش، گلنار، را از زیر آتش دشمن دور می‌کند. مدتی بعد، او که نگران باغ است، با مشکلات بسیار خود را به باغ سید می‌رساند و درخت‌ها را آبیاری می‌کند و گاهی سربازان عراقی را که به باغ دستبرد می‌زنند از پا درمی‌آورد و انارها را به اهالی می‌رساند. روزی سربازان دشمن او را غافلگیر می‌کنند، و او با آتشی که شعله‌ور می‌شود جان خود را از دست می‌دهد. سال‌ها بعد گلنار و فرزندش قاسم به باغ خورشید می‌روند.

## بازیگران
- محرم زینال زاده
- رؤیا نونهالی
- زهره سرمدی
- اسماعیل علیپور
- مهوش رحیمی
- محمود احمدی
- عطاءاله سلمانیان
- آرش خان محمدزاده
- محمود تبریزی
- جعفر گودرزی
- رضا جاوید
- علی صادق پور
- صفر اجلی